# 認罪協商
認罪協商（英語：plea bargain），又称控辯協議（plea agreement）、控辩交易（plea deal），為刑事程序中，被告與檢察官所達成的一種協議。透過認罪協商機制，使被告有機會選擇，讓自己最後遭到起訴的罪名，比原先所受的指控為低，亦即所謂的「控訴協商」；亦或是以相同的罪名起訴，但是得以獲得較原先所可能遭到求處的刑期為低之刑期，亦即所謂的「量刑協商」；抑或是以罪數的減少以為協商條件，亦即所謂的「罪數協商」。
藉由認罪協商的機制，被告可以避免以原先被指控較為嚴重的罪名在法庭上遭到定罪的風險。舉例而言，一名刑事被告可能被指控某一種重罪，而此種重罪在美國將需要於州監獄中服刑。但是被告認罪協商後，其可能被以輕罪加以定罪，而免去此等牢獄之災。
不過，認罪協商的機制也會使被告律師陷入兩難的局面，在此機制中，他們必須要選擇繼續為他們的當事人積極為無罪之抗辯，亦或是與檢察官維持良好的關係，使當事人可以獲得較為有利的判決，協商過程中未有中立的審判者加以監督、當事人在協商過程居於弱勢地位等問題。

## 在普通法系國家之使用

### 美国
認罪協商在美國的刑事司法程序中，為相當重要的一部分，且大部分的案件均選擇透過認罪協商的方式（大約90%），而非選擇透過陪審團審判。認罪協商後所達成的協議將為法院所接受，而在每一個州或司法管轄區均有不同的規則來規範。美國聯邦量刑準則（United States Federal Sentencing Guidelines）適用於所有聯邦法院管轄的案件，以確保聯邦法院所做出的判決能有一致性的標準。聯邦刑事訴訟規則（Federal Rules of Criminal Procedure）則提供了兩種認罪協商的主要型態，依據第11條第C項第1款第B目所達成之協議將不能拘束法院，檢察官的意見僅具有建議性質，倘若法院認為應該以認罪協商中所接受的罪名以外之罪來對被告定罪，被告仍然無法撤回其自認有罪之意思表示。而若是依據第11條第C項第1款第C目所達成之協議，當法院同意該協議時，法院必須要受該協議之拘束。也就是說，此種協議被提出時，倘若法院不同意該協議中所提出願意接受的刑責，則法院可以不同意該協議，此時，被告將有撤回其自認有罪的意思表示之機會。
認罪協商的機制在加州高等法院的使用頻率相當頻繁，因此加州司法委員會便公布了一份長達7頁的選填資料表（包含了所有聯邦和州法律所強制規定必須要考慮的事項），以幫助檢察機關和被告律師可以較快達成書面協議。
美國司法系統的諸多特點使其傾向去推行認罪協商制度。由於採取當事人進行主義，因此法官在制度上處於被動的狀態，他們不能依據職權去調查與該案相關之訴訟資料，只能依據當事人所提供的訴訟資料來獲得被告是否有罪的心證。也因此，當事人能夠藉由在法庭上的攻擊防禦（譬如主張某些證據資料不得使用）來操控判決結果。另一方面，由於欠缺強制起訴的制度，也使檢察官對於案件是否起訴有相當大的決定權。另外，犯罪被害人雖然可能可以提起自訴，但是他們對於認罪協商協議卻較不具有影響能力，這也傾向於鼓勵被告進行認罪協商。

### 印度
印度於2005年時，藉由刑事法律修正法案引進了認罪協商的制度，該法案中修正了刑事訴訟法，並且在該法中增加了新的章節，而此部分的修正已經在2006年1月11日正式開始施行。就最高刑期為7年以下有期徒刑的案件均有認罪協商制度的適用，不過，對於影響國家社會經濟狀況的案件以及對婦女或14歲以下兒童所進行之犯罪被排除於認罪協商的適用範圍之外。

## 在大陸法系國家和地区之使用

### 中华人民共和国
中华人民共和国全国人大常委会于2016年通过了《关于在部分地区开展刑事案件认罪认罚从宽制度试点工作的办法》，在北京等18个城市开展「認罪協商」的制度試點工作，自2016年9月4日起施行，试点期限为二年。所谓认罪认罚从宽，就是被告人自愿如实供述自己的罪行后，对指控的犯罪事实没有异议，同意人民检察院量刑建议并签署具结书的案件。认罪认罚从宽制度適用於可能判处三年以下有期徒刑，被告主動認罪，可使用简易程序審理的案件。与他国的辩诉交易不同，辩诉交易的内容包括罪名、罪数和量刑，甚至包括案件事实有争议或者证据有疑问的案件；而中國大陆的认罪认罚从宽仅针对事实清楚，证据确实、充分的案件。

### 中華民國
中华民国政府於2004年時，於《刑事訴訟法》增訂了「第七編之一」，正式引進了「認罪協商」的制度。不過中華民國所採取的認罪協商機制和美國的制度稍微有些不同。就適用的案件而言，必須不是死刑、無期徒刑或最輕本刑3年以上有期徒刑的案件，也不是由高等法院管轄的第一審案件，亦即輕罪才有認罪協商之適用。另外，認罪協商程序必須要在檢察官向法院提起公訴或聲請簡易判決處刑後，方得為之。在法院辯論終結或簡易判決處刑前，檢察官和被告可以就被告願意接受的刑度或願意接受緩刑的宣當等事項進行協商，經雙方達成合意，而且被告也認罪，就由檢察官聲請法院依協商合意內容（Agreement）來判決。
當事人開始協商程序後，除非有依法不能為協商程序的情形（該法第455條之4第一項訂有多種不能為協商程序之情形），法院就這類案件不會再依一般審理方式進行言詞辯論，即會按照被告同意的刑度及其他合意的內容為協商程序，協商判決所科的刑度以宣告緩刑、2年以下有期徒刑、拘役或罰金為限（該法第455條之4第2項），如此一來，除了可以節省當事人因為採行一般審理方式而必須反覆到法院開庭所耗費的勞力、時間及費用外，被告也得到一個自己可以接受的刑度；此外法院協商判決書或者筆錄內如果附記被告應該支付一定數目的賠償金額時，被害人還可以依據這個記載向法院聲請強制執行（該法第455條之4第四項），亦即被告和被害人之間的民事糾紛，亦得於協商程序中一併解決。
案件一旦透過協商程序加以判決，由於該條件早已為被告所同意，因此原則上並不能提起上訴。但是為了兼顧裁判的正確、妥適、以及當事人的訴訟權益，倘若有第455條之4第1項第1、2、4、6、7款所規定之情形時，則例外可以提起上訴。

### 法國
法國於2004年時引進了部份認罪協商的制度（comparution sur reconnaissance préalable de culpabilité，CRPC，通常被簡稱為），然而此制度的引進在法國極受爭議。在法國的制度中，檢察官可以相對較輕的罪（不超過1年有期徒刑）與被告協商，假如被告同意，則交由法官決定是否同意。然而，律師和左派人士認為，認罪協商將嚴重侵害被告的防禦權，包含憲法上的無罪推定和公平審判的權利。
羅貝爾·巴丹戴爾認為，認罪協商給予檢察官過多的權力，且將鼓勵被告接受某種判決，以避免在審判中遭到判更重的風險。在法國，只有輕罪可以透過認罪協商處理。於2009年時，673,700件刑事案件中，有77,500件，大約11.5％的案件由法院作成認罪協商之判決。

### 義大利
在義大利，認罪協商（義大利語：patteggiamento）與控訴無關，而是與量刑相關，其可以減輕刑度達三分之一。當被告認為認罪協商後，其可以獲得少於5年有期徒刑的處罰（或是僅剩下罰款）時，他可以向檢察官要求進行認罪協商。被告將可以因此而獲得減輕刑罰的報酬，以及其他的優惠（譬如被告可能不用支付程序相關的費用等）。但是，若進行認罪協商，則被告必須要承認檢察官的指控，不論該指控有多嚴重。另外，有可能發生的是，檢察官同意減少部分指控，以換取被告進行認罪協商。當檢察官和被告達成合意時，該協議將被送到法官面前，法官有權力同意或拒絕該認罪協商。

### 
認罪協商在2004年時被引進了格魯吉亞。格魯吉亞的認罪協商制度和美國以及其他普通法系國家的認罪協商制度相當。不過，在格魯吉亞，若要進行認罪協商，則會有另外一項額外的要求，亦即被告必須要同意支付一筆費用，該費用的數額由檢察官於進行認罪協商時加以決定，而這筆費用最終將會納入國庫。假如被告無力支付此筆費用，則案件將會進入審判程序，進入審判程序後，被告大約僅有0.6%的可能性會獲得無罪判決或是使檢察官放棄其控訴。根據格魯吉亞最高法院的統計資料顯示，大約有56%的刑事案件會透過認罪協商程序加以解決。

### 波蘭
波蘭同樣有所謂的認罪協商制度，但是其適用範圍也有所限制，僅適用於輕罪（亦即最輕本刑10年以下有期徒刑的犯罪）。透過認罪協商程序，使法院可以不用調查證據，直接依據被告同意的刑責加以宣判，大幅度的縮短審判的時間。不過，在波蘭，如果要進行認罪協商，必須要符合下列4個要件：
- 被告認罪，並且提出願意接受的懲罰。
- 檢察官同意。
- 被害人同意。
- 法院同意。

也就是說，法院可能拒絕被告所提出的認罪協商協議（儘管該協議已經獲得被告、檢察官和被害人的同意），並且提出新的建議。假如被告同意法官所提出的建議，並且變更他們所願意接受的懲罰條件，則法院將會以此加以定罪。另外，儘管有此協議，但被告或檢察官仍然有權利提起上訴。

## 參照
1. ↑  Vanover, Joseph W.,  1998, J. Disp. Resol.: 183, 1998  [2021-05-17], （原始内容存档于2018-10-08）
2. ↑  AW Alschuler, , Colum L. Rev., 1979  [2021-05-17], （原始内容存档于2014-06-07）
3. ↑  Plea Bargains （页面存档备份，存于） Findlaw.com
4. ↑  Interview with Judge Michael McSpadden （页面存档备份，存于） PBS interview, December 16, 2003
5. ↑  , Federal Rules of Criminal Procedure,   [2011-01-22], （原始内容存档于2011-11-29）
6. ↑  See Form CR-101, Plea Form With Explanations and Waiver of Rights-Felony （页面存档备份，存于）, Judicial Council of California.
7. ↑  JE Ross, , The American Journal of Comparative Law (The American Journal of Comparative Law), 2006, 54: 717–732  [2011-01-22], （原始内容存档于2019-04-29）
8. ↑  .   [2018-02-20]. （原始内容存档于2016-09-06）.
9. ↑  .   [2018-02-20]. （原始内容存档于2018-02-20）.
10. ↑  認罪協商簡介（彰化地檢署）[永久]
11. ↑  Les chiffres-clés de la Justice （页面存档备份，存于）, French Ministry of Justice, October 2006
12. ↑  .   [2011-01-22]. （原始内容存档于2013-06-02）.
13. ↑  Transparency International Georgia, , February 2010  [2011-01-22], （原始内容存档于2016-05-09）

## 外部連結
- Plea bargaining comes into effect （页面存档备份，存于）—India Law: A new chapter — Chapter XXI A — on ‘plea bargaining’ has been inserted in the Criminal Procedure Code (1973)